# Іллінка (Челябінська область)
Іллінка (рос. Ильинка) — селище у Кизильському районі Челябінської області Російської Федерації.
Входить до складу муніципального утворення Гранітне сільське поселення. Населення становить 164 особи (2010).

## Історія
Від 4 листопада 1926 року належить до Кизильського району Челябінської області.
Згідно із законом від 17 вересня 2004 року органом місцевого самоврядування є Гранітне сільське поселення.

## Населення
| 2002 | 2010 |
| ---- | ---- |
| 265  | ↘164 |